# Квинт Марций Рала
Квинт Марций Рала (на латински: Quintus Marcius Ralla) е политик на Римската република през началото на 2 век пр.н.е.
Произлиза от плебейската фамилия Марции, клон Рала. През 196 пр.н.е. е народен трибун заедно с Гай Атиний Лабеон, Гай Лициний Лукул и Гай Афраний Стелион. Консули по това време са Луций Фурий Пурпурион и Марк Клавдий Марцел.
Квинт Марций Рала и Гай Атиний Лабеон не приемат плана на консула Марк Клавдий Марцел да продължи Македонските войни и свикват всенародно гласуване, което решава окончателното свършване на войната против Филип V Македонски.